# فدریکو دیونیسی
فدریکو دیونیسی (انگلیسی: Federico Dionisi؛ زادهٔ ۱۶ ژوئن ۱۹۸۷) بازیکن فوتبال اهل ایتالیا است.
از باشگاه‌هایی که در آن بازی کرده‌است می‌توان به باشگاه فوتبال مسینا، باشگاه ورزشی اولیاننسه، باشگاه فوتبال سالرنیتانا، باشگاه فوتبال فروزینونه، و باشگاه فوتبال لیورنو اشاره کرد.